# مرثد ألن ينوف
مرثد ألن ينوف (تـ 515م): أحد ملوك عصر ملوك سبأ وذي ريدان وحضرموت ويمنت وأعرابهم في الطود وتهامة.لا يعرف على وجه التحديد العوامل التي أدت إلى ظهور الملك (مرثد) زعيماً للحميريين، ويرى كثير من العلماء أنه أتى بتنصيب من أكسوم. ولا يُعلم على وجه الدقة متى بدأ حكمه، وأقدم نقش له – مؤرخ بشهر ذو المذراء سنة 614 حـ بالتقويم الحميري الموافق يوليو 504م.
يفترض بعض الباحثين أن في بداية القرن السادس الميلادي، سيطرة دولة أكسوم على ساحل جنوب جزيرة العرب الغربي، وبذلك ضغطت على حمير، وتم إزالة أسرة شرحبيل يكف اليهودية، لينتقل الحكم من الملك اليهودي مرثد ألن ينعم إلى مرثد ألن ينوف المسيحي، الذي من المؤكد أنه ليس من هذه الأسرة. مع ذلك، نجد ذكر لإسرة شرحبيل يكف في حاشية هذا الملك، وفي آخر نقوش عهد هذا الملك يذكر اسم "لحيعة ينوف الثاني" حفيد لحيعة ينوف الأول ضمن نخبة بلاط الدولة، وذلك في العام 509م.
وصل إلينا لهذا الملك أربعة نقوش، جميعها تتطرق لمشاريع إنشائية.وأهم تلك النقوش - نص يشير إلى سفراء من الحبشة، قاموا ببناء قصر (مقر) لهم في العاصمة ظفار. أسماء السفراء (شجع، ودفه، وأصبحة) تدل دون شك وفق رأي "جيوفاني غاربيني" و"إبراهيم الصلوي" إلى أن هؤلاء قدموا من الحبشة، وفي ذلك دلالة واضحة على نفوذ أكسوم على دولة مرثد ألن ينوف، ووصايتهم على دولة سبأ في هذا الوقت. ويرى الصلوي أن في هذه الفترة بدأ التبشير بالنصرانية في المرتفعات والسواحل اليمنية، مما أدى إلى صراع واضح في عهد يوسف أسار يثأر في محاولة التحرر من نفوذ أكسوم.